# Riefensberg
Riefensberg es una localidad del distrito de Bregenz, en el estado de Vorarlberg, Austria, con una población estimada a principio del año 2018 de 1086 habitantes. 
Se encuentra ubicada al norte del estado, cerca de la frontera con Alemania (estado de Baviera), de las montañas Arlberg que la separan del estado del Tirol, y del lago de Constanza.